# Cox-Klemin Aircraft Corporation
La Cox-Klemin Aircraft Corporation était un constructeur aéronautique américain, basé à Long Island, actif de 1921 à 1925.

## Avions
- Cox-Klemin Night Hawk, avion postal biplace (1925).